# Afonso Henriques của Bồ Đào Nha
Afonso Henriques của Bồ Đào Nha, Công tước xứ Oporto (phát âm tiếng Bồ Đào Nha: [ɐfõsu ẽʁikɨʃ], ngày 31 tháng 07 năm 1865, tại Cung điện Ajuda, Lisboa - ngày 21 tháng 02 năm 1920, tại Napoli, Ý) là một Infante Bồ Đào Nha thuộc nhà Bragança, con trai của vua Dom Luis I của Bồ Đào Nha và vợ ông, Maria Pia của Ý.